# Messberg (Hamburgs tunnelbana)
Messberg station (tyska: U-Bahnhof Meßberg) är en tunnelbanestation i centrala Hamburg som trafikeras av Hamburgs tunnelbana. Stationen öppnade 1960 för tunnelbanans linje U1. Ursprungligen skulle stationen få 4 spår istället för dagens 2, eftersom man planerade att dra en linje till förbi Messberg. Stationen blev därför förberedd för ytterligare utbyggnad. Stationen ligger i närheten av Speicherstadt i stadsdelen Altstadt.

## Bildgalleri

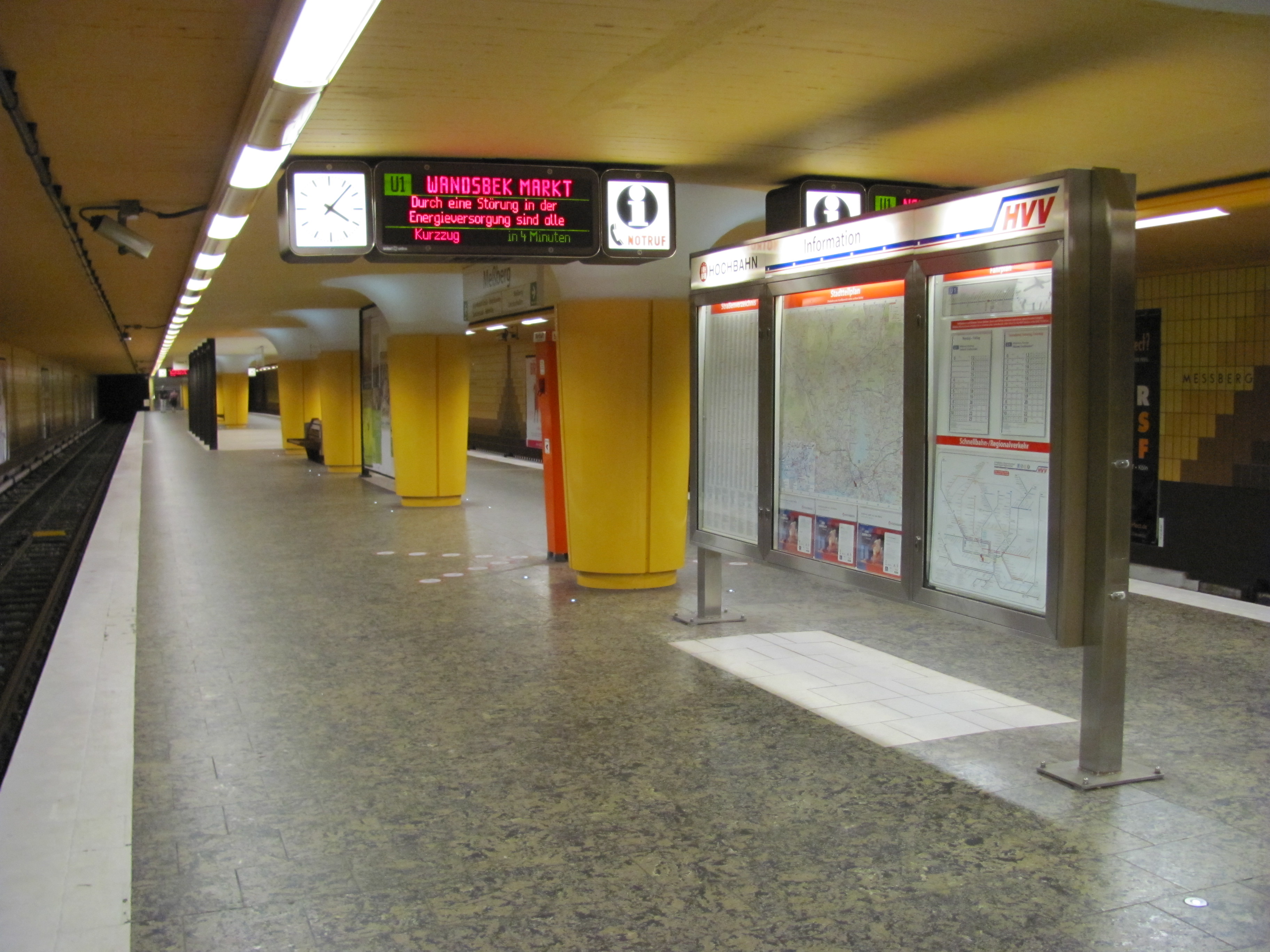
Perrongen på Messberg station.
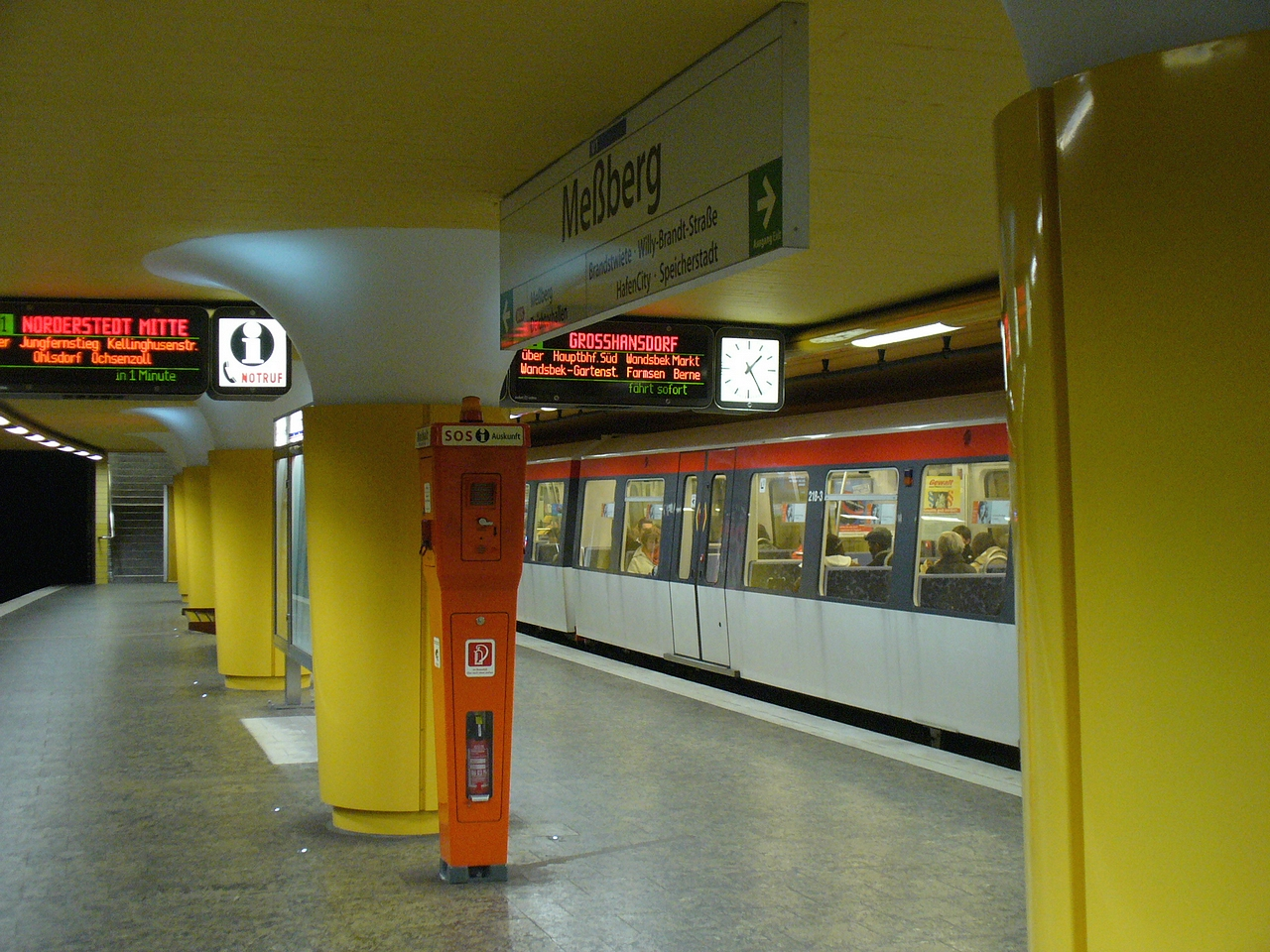
Messberg station.
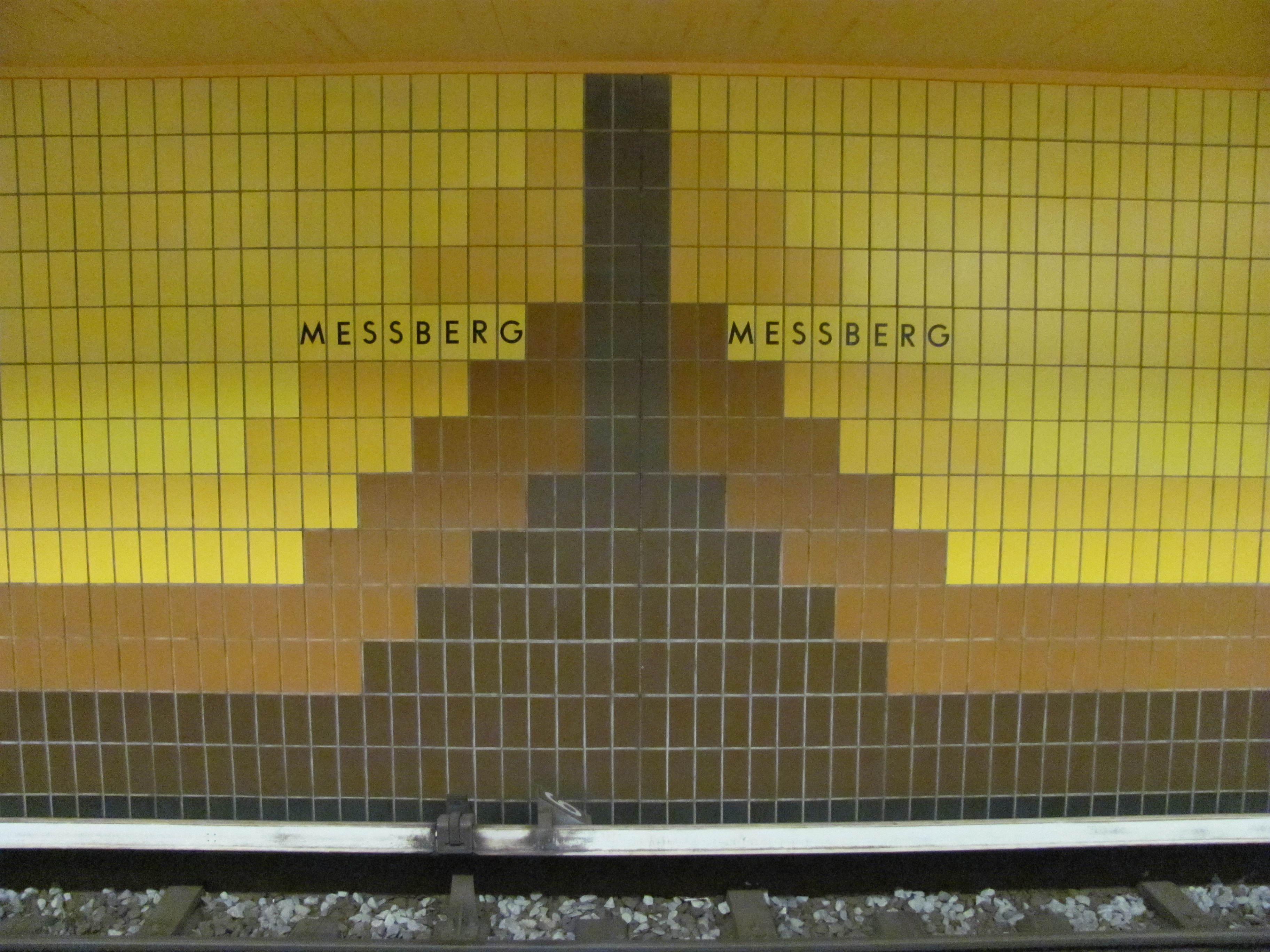
Stationens vägg.